# Julia Jones
Julia Jones (Boston, 23 gennaio 1981) è un'attrice ed ex modella statunitense, nota soprattutto per aver interpretato Leah Clearwater nella saga cinematografica di Twilight.

## Biografia
Julia Jones è nata a Boston nel 1981 in una famiglia di origini britanniche, afroamericane, Choctaw e Chicksaw. Cominciò ad apparire in pubblicità e allestimenti teatrali locali durante l'infanzia e studiò alla Boston Latin School e poi letteratura inglese all'Università Columbia.
Dopo aver posato come modella per i cataloghi di Levi Strauss, Esprit Holdings e L'Oréal, nei primi anni duemila cominciò a recitare sul grande schermo, ottenendo un primo ruoli di rilievo nel 2010, quando fu scelta per interpretare Leah Clearwater in Eclipse; successivamente è tornata ad interpretare Leah anche negli ultimi due capitoli della saga di Twilight: Breaking Dawn - Parte 1 e Breaking Dawn - Parte 2. Attiva anche in campo televisivo, Jones ha recitato in diverse serie TV, tra cui E.R., Westworld e The Mandalorian.

## Filmografia parziale

### Cinema
- Hell Ride, regia di Larry Bishop (2008)
- Jonah Hex, regia di Jimmy Hayward (2010)
- The Twilight Saga: Eclipse, regia di David Slade (2010)
- The Twilight Saga: Breaking Dawn - Parte 1, regia di Bill Condon (2011)
- The Twilight Saga: Breaking Dawn - Parte 2 (The Twilight Saga: Breaking Dawn - Part 2), regia di Bill Condon (2012)
- The Ridiculous 6, regia di Frank Coraci (2015)
- I segreti di Wind River (Wind River), regia di Taylor Sheridan (2017)
- Un uomo tranquillo (Cold Pursuit), regia di Hans Petter Moland (2019)
- Clover, regia di Jon Abrahams (2020)
- Think Like a Dog , regia di Gil Junger (2020)
- Rez Ball, regia di Sydney Freeland (2024)

### Televisione
- E.R. - Medici in prima linea – serie TV, 4 episodi (2008)
- In Plain Sight - Protezione testimoni (In Plain Sight) – serie TV, episodio 5x03 (2012)
- Longmire – serie TV, 4 episodi (2015)
- Westworld - Dove tutto è concesso (Westworld) – serie TV, episodi 2x08-2x10 (2018)
- Golia (Goliath) – serie TV, 6 episodi (2019)
- The Mandalorian – serie TV, episodio 1x04 (2019)
- Rutherford Falls - Amici per la vita (Rutherford Falls) – serie TV, 9 episodi (2021-2022)
- Dexter: New Blood, regia di Marcos Siega e Sanford Bookstaver – miniserie TV (2021-2022)
- Echo, regia di Sydney Freeland e Catriona McKenzie – miniserie TV, 2 puntate (2024)

## Teatro
- Palestine, New Mexico, di Richard Montoya, regia di Lisa Peterson. Mark Taper Forum di Los Angeles (2009)

## Doppiatrici italiane
- Domitilla D'Amico in Un uomo tranquillo, The Mandalorian
- Stella Gasparri in The Twilight Saga
- Benedetta Ponticelli in Goliath
- Alessia Amendola in Dexter: New Blood